# Амалия фон Хоенцолерн-Зигмаринген
Амалия  Антоанета Каролина Адриена фон Хоенцолерн-Зигмаринген (на немски: Amalie Antoinette Karoline Adrienne von Hohenzollern-Sigmaringen; * 30 април 1815, Зигмаринген; † 14 януари 1841, Зигмаринген) е принцеса от Хоенцолерн-Зигмаринген и чрез женитба принцеса на Саксония-Алтенбург (25 юли 1835 – 14 януари 1841).

## Живот
Тя е дъщеря на княз Карл фон Хоенцолерн-Зигмаринген (1785 – 1853) и първата му съпруга принцеса Мария Антоанета Мюра (1793 – 1847), дъщеря на Пиер Мюра (1748 – 1792) и Луиза (1762 – 1793). Майка ѝ е племенница на Жоашен Мюра (1767 – 1815), крал на Неапол (1808 – 1815), който е женен за Каролина Бонапарт, сестра на Наполеон I.
Баща ѝ се жени втори път на 14 март 1848 г. за принцеса Катарина фон Хоенлое-Валденбург-Шилингсфюрст (1817 – 1893).
Амалия се омъжва на 25 юли 1835 г. в Зигмаринген за принц Едуард фон Саксония-Алтенбург (* 3 юли 1804, Хилдбургхаузен; † 16 май 1852, Мюнхен) от род Ернестини, най-малкият син на херцог Фридрих фон Саксония-Алтенбург (1763 – 1834) и съпругата му принцеса Шарлота Георгина Луиза фон Мекленбург-Щрелиц (1769 − 1818).
Амалия умира на 14 януари 1841 г. на 25 години в Зигмаринген. Едуард фон Саксония-Алтенбург се жени втори път на 8 март 1842 г. в Грайц за принцеса Луиза Ройс цу Грайц (1822 – 1875).

## Деца
Амалия и Едуард имат децата:
- Тереза Амалия Каролина Йозефина Антоанета (* 21 декември 1836, Ансбах; † 9 ноември 1914, Стокхолм)

∞ на 16 април 1864 в Алтенбург за принц Август Шведски (1831 – 1873), херцог на Даларна, син на крал Оскар I от Швеция (упр. 1844 – 1859)
- Антоанета Шарлота Мария Йозефина Каролина Фрида (* 17 април 1838, Бамберг; † 13 октомври 1908, Берхтесгаден)

∞ на 22 април 1854 г. в Алтенбург за херцог Фридрих I фон Анхалт (1831 – 1904)
- Лудвиг Йозеф Карл Георг Фридрих (* 24 септември 1839, Бамберг; † 13 февруари 1844, Мюнхен)
- Йохан Фридрих Йозеф Карл(* 8 януари 1841, Зигмаринген; † 25 февруари 1844, Мюнхен)